# 小孖俠
小孖俠為2008年森美小儀歌劇團的主題，於2008年10月17日至21日公演。今次主題為合作和卡通片。主要是將森美和小儀於現實中兩人合作的喜恕哀樂點滴，放上小孖俠這個故事。整個故事均充滿卡通片味道，除了主角小孖俠、兩大派別機動戰隊和魔法少女組外，亦有其他卡通人物登場，包括多啦A夢、戴志偉、孫悟空(龍珠)等。

《小孖俠》的宣傳海報。

今次特別演出嘉賓為張敬軒、鄭融和謝安琪。除了於早前面試成功的小演員外，部分天比高斐劇場團員亦有份參與演出。

## 詳情
- 日期: 2008年10月17日至21日
- 時間: 晚上8時
- 地點: 九龍灣國際展貿中心STAR HALL
- 訂購票價: $320 / $280 / $120

## 主要演員

### 小孖俠
- 森美　飾　小旋風
  - 為小孖俠隊長，小時候已認識小豆釘，2人長大後合組小孖俠對付怪獸。必殺技為旋風腿。經常揶揄小豆釘，嫌三嫌四,兩人曾一度拆夥，其後加入機動戰隊,但最後還是跟小豆釘合組回小孖俠。

- 小儀　飾　小豆釘
  - 小旋風的拍檔，其高度經常被小旋風所取笑。必殺技為以歌聲迷惑對手。對粉紅色極度偏愛，與小旋風鬧翻後二人拆夥,其後加入魔法少女組，但最後還是跟小旋風合組回小孖俠。

### 機動戰隊
- 細蘇　飾　真治
  - 機動戰隊最娘娘腔的一位隊員，和小賓女相愛。

- 迪偉　飾　阿寶
  - 機動戰隊最大隻的隊員，擁有一首首本名曲為欲望JUNGLE。

- 朱薰　飾　小露寶(同時兼演戴志偉)
  - 機動戰隊中最有男人味的隊員，原因是擁有最粗獷的胸毛,能清潔機械人。

- 王郁　飾　一條輝(同時兼演多啦A夢)
  - 機動戰隊中最言語不清的隊員，經常漏口。

- 鄭融　飾　馬茜司令
  - 機動戰隊最有話事權的女長官，是她接納小旋風加入機動戰隊，但卻委派他擔任清潔。

### 魔法少女
- EKEE　飾　小忌廉
  - 魔法少女姊妹團的領導者，一頭長紅髮的她，似乎有雙重性格。

- 詹志文　飾　小賓女(同時兼演小志強)
  - 魔法少女中，喜愛繞腳時搏走光。

### 其他
- 張敬軒　飾　小旋風(未來)
  - 以智者身份出現於現代的小旋風面前，教導他何謂同步(合作)，並勸導他盡快跟小豆釘復合。

- 謝安琪　飾　茅女／小豆釘(未來)
  - 本是破壞卡通村安寧的大壞蛋，但經查證後，原來她是未來的小豆釘。因為與小旋風拆夥後積起大量怨憤下，回到小孖俠未拆夥前的年代破壞。